# Xã Mason, Quận Effingham, Illinois
Xã Mason (tiếng Anh: Mason Township) là một xã thuộc quận Effingham, tiểu bang Illinois, Hoa Kỳ. Năm 2010, dân số của xã này là 1.364 người.